# 両用
| ウィキペディアには「両用」という見出しの百科事典記事はありません（タイトルに「両用」を含むページの一覧/「両用」で始まるページの一覧）。 代わりにウィクショナリーのページ「両用」が役に立つかもしれません。 |